# 木田神社

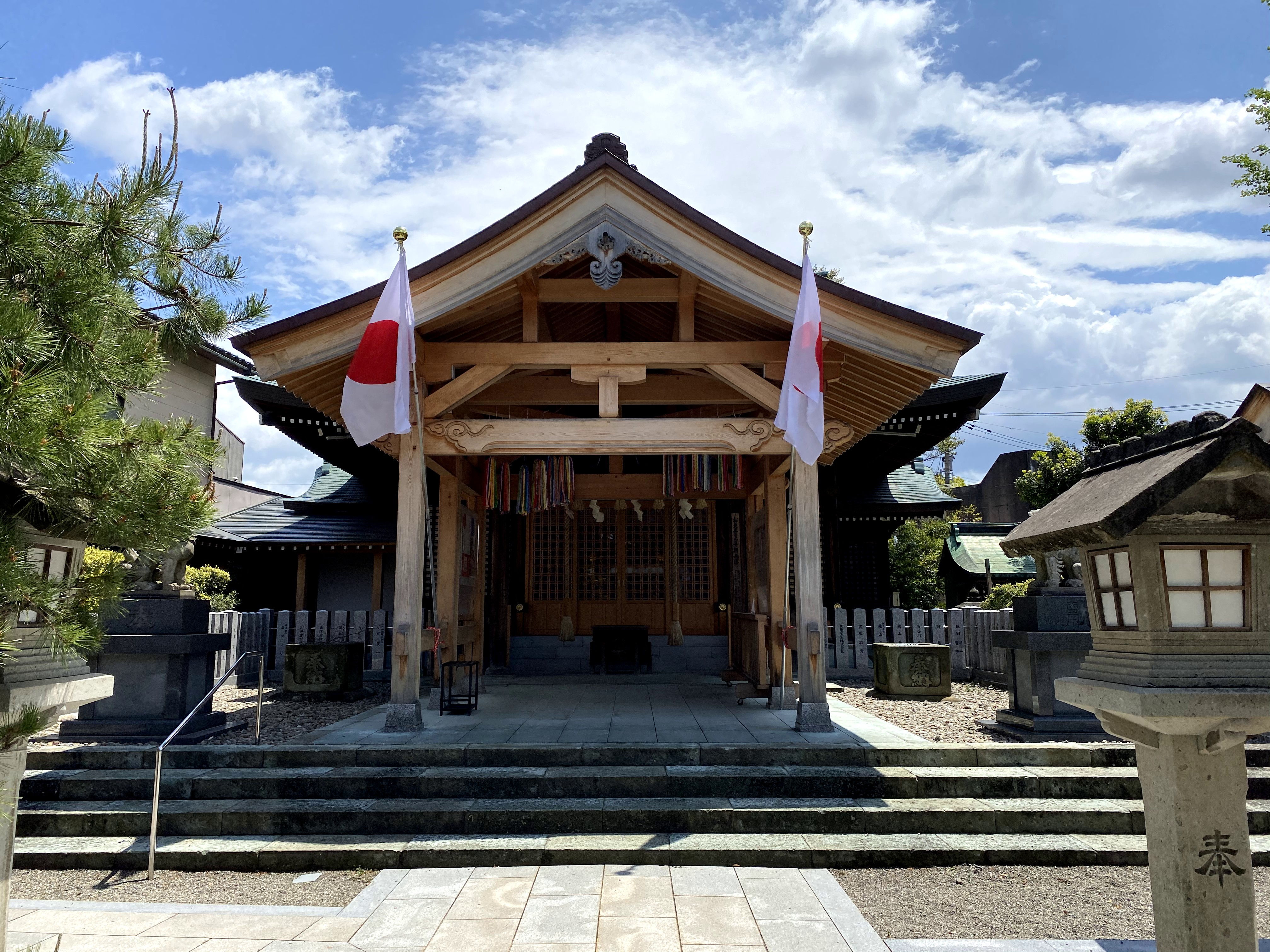
木田神社（福井市）

木田神社（きだじんじゃ）は、福井県福井市西木田に鎮座する神社である。

## 歴史
871年（貞観13年）、常国守の発願があって建立、尾張国津島神社から建速須佐之男を勧請して、牛頭天王宮（ごずてんのうぐう）と称し、木田郷の総鎮守として奉祀した。別当は、真言宗医王山安楽寺金剛院。
なお、社記によれば、元の表記は「気多」であった。時期は不明であるが「木田」と書き表すようになった。また、創建当時は、社殿は東向きであったが、現在は西向きである。境内の東には、天王宮入口の文字が残っている。
1157年（保元2年）、越前押領使の林六郎太夫光明公の崇敬により、社殿等が建てられたが、1582年（天正10年）8月、火災が起こり、社殿は消失した。1602年（慶長7年）3月、本殿、拝殿、渡殿が建てられるが、1582年（享保12年）損壊し、再建された。その後、1948年（昭和23年）福井地震で本殿を除く建物が損壊するが、1954年（昭和29年）に再建した。
江戸時代は、祇園祭で知られる。
中世以降は、神仏習合による信仰を集めたが、明治維新の際に「氷川神社」と改称し、その後、1877年（明治10）3月「木田神社」と改称した。1885年（明治8年）12月に郷社になり、1908年（明治41年）8月には、神饌幣帛料供進神社に指定された。
例祭は、5月14日〜16日、10月7日〜8日。

## 境内
- 拝殿
- 本殿
- 晴明神社

祭神は安倍晴明で、火伏せの神として信仰を集めてきた。これは、960年（天徳4年）に、北陸道を巡った安倍晴明が木田荘で宿泊した際に、火伏の呪法を修めたことに由来する。
- 稲荷神社
- 手水舎

## 宝物
- 猿田彦大神の面及び獅子頭

山奥の湯浅三郎右衛門の家宝だったが、不思議なことが起こったため奉納された。